# Зондский жёлоб
Зо́ндский жёлоб (англ. Sunda Trench), ранее — Ява́нская впа́дина или Ява́нский жёлоб, — глубочайший жёлоб в восточной части Индийского океана. Простирается на 4—5 тысяч километров вдоль южной части Зондской островной дуги.
Жёлоб начинается у подножия материкового склона Мьянмы в виде неглубокого прогиба с шириной дна до 50 км. Затем, по направлению к острову Ява, постепенно углубляется и дно его сужается до 10 км. Максимальная глубина достигает 7729 м (напротив острова Бали), что делает его глубочайшей впадиной Индийского океана.
Дно жёлоба к юго-востоку от Явы представляет собой ряд впадин, разделённых порогами. Склоны крутые, асимметричные, островной выше и круче океанического и более расчленён каньонами и осложнён ступенями и уступами. В северной и центральной частях дно шириной до 35 км выровнено слоем терригенных осадков с большой примесью вулканического материала, мощность которых на севере достигает 3 км.
В Зондском жёлобе Австралийская плита подныривает под плиту Сунда, формируя зону субдукции. Жёлоб сейсмически активен, он является частью Тихоокеанского огненного кольца.
Зондский жёлоб был открыт в 1906 году немецким исследовательским судном «Планет».